# 情報社会学会
情報社会学会（じょうほうしゃかいがっかい、英語名称：The Infosocionomics Society）は、情報社会研究を目的とする学会であり、日本学術会議協力学術研究団体の1つである。従来の「社会学の一分野としての情報社会論」ではなく、政治学・法学・経済学・行政学・経営学などを含めた「情報社会に関する社会科学的アプローチ全体」をテーマとする。査読学術誌『情報社会学会誌』（ISSN:1881-011X, 英語名称：The Journal of the Infosocionomics Society）を毎年1回発行。また、ネット上の著作権・知的所有権に関する社会運動クリエイティブ・コモンズは、情報社会学会の分科会の1つとして提携関係にある。
設立年は2005年。発起人は、東浩紀（評論家）、大橋正和（中央大学教授）、公文俊平（多摩大学教授）、國領二郎（慶應義塾大学教授）、須藤修（東京大学教授）、土屋大洋（慶應義塾大学准教授）、浜田宏一（イェール大学教授）、御厨貴（東京大学教授）、村井純（慶應義塾大学教授）など（五十音順）。